# 유이정
유이정(由比町)은 시즈오카현 이하라군에 설치되었던 정이다. 현재의 시즈오카시 시미즈구의 일부에 해당한다.